# Óscar Ortiz de Pinedo
Óscar Ortiz Carreras (La Habana, 2 de noviembre de 1910-Ciudad de México, 13 de diciembre de 1978), más conocido como Óscar Ortiz de Pinedo, fue un actor y comediante cubano-mexicano de la Época de Oro del Cine Mexicano. Fue conocido popularmente como uno de los actores cómicos más importantes del cine nacional y padre del comediante, productor, director, escritor y actor de teatro, cine y televisión, Jorge Ortiz de Pinedo.

## Biografía
Nace el 22 de noviembre de 1910 en La Habana, Cuba. Su debut en cine se dio en la película peruana Gallo de mi galpón. En México, su carrera comienza con la cinta Mujer contra mujer, dirigida por William Rowland, donde acompañó a Alejandro Ciangherotti, Emilia Guiú y Rosario Granados.
Su primer papel importante en México se dio al lado de Pedro Infante en Escuela de vagabundos (1955), donde interpretó al inolvidable señor Vértiz y en la cual también participaron las actrices Miroslava Stern, Anabelle Gutiérrez y Blanca de Castejón. Sería al lado de “El ídolo de México” que volvería a captar la atención en El inocente (1956).
Acompañó a María Victoria en Los paquetes de Paquita (1954), a Silvia Pinal en Desnúdate, Lucrecia (1958), a Antonio Espino «Clavillazo» en Una movida chueca y Pura vida (ambas de 1956); a Mario Moreno «Cantinflas» en Abajo el telón (1956) y El analfabeto (1961) y en uno de sus pocos papeles dramáticos, también hizo Con quién andan nuestras hijas (1956) de Emilio Gómez Muriel, al lado de Martha Mijares, Yolanda Varela y Silvia Derbez.
Con quien sí tuvo la oportunidad de compartir la pantalla grande en diversas ocasiones, fue con Germán Valdés «Tin-Tan». Para muestra, basta revisar títulos como Lo que le pasó a Sansón (1955), El sultán descalzo (1956), Las aventuras de Pito Pérez (1957), El vividor (1956), El que con niños se acuesta (1959) y Rebelde sin casa (1960), solo por mencionar algunas.
En su currículum, que rebasa los 100 trabajos, destacan algunas películas en las aparecía acreditado, como Ladrón de cadáveres (1957) y Al compás del rock & roll (1957), así como trabajos para televisión, destacando los casos de La farmacia de Televicuento (1962) y Gente sin historia (1967).
Sus últimas intervenciones se dieron en dos de las primeras cintas protagonizadas por María Elena Velasco «La India María»: La Madrecita (1974) y El miedo no anda en burro (1976).

## Muerte
Falleció el 13 de diciembre de 1978 en Ciudad de México, sin embargo, su legado queda presente a través del cine, y de la herencia que le dejó a su hijo Jorge Ortiz de Pinedo, quien actualmente sigue con su labor de hacer reír con series como Una familia de diez, Dr. Cándido Pérez y Cero en conducta, entre muchas otras.

## Filmografía
- El gallo de mi galpón (1938)
- Mujer contra mujer (1945)
- El ciclón del Caribe (1950)
- Traicionera (1950)
- Rumba caliente (1952)
- Apasionada (1952)
- Los paquetes de Paquita (1954)
- La fiera (1954)
- El secreto de mi mujer (1954)
- El sultán descalzo (1954)
- Escuela de vagabundos (1955)
- Abajo el telón (1955)
- La vida tiene 3 días (1955)
- El joven Juárez (1955)
- Estafa de amor (1955)
- El pecado de ser mujer (1955)
- Maternidad imposible (1955)
- Historia de un abrigo de mink (1955)
- El vividor (1955)
- El rey de México (1955)
- La fuerza del deseo (1955)
- Una movida chueca (1955)
- Pura vida (1955)
- El 13 de oro (1955)
- Lo que le pasó a Sansón (1955)
- El chismoso de la ventana (1955)
- El inocente (1956)
- Escuela para suegras (1956)
- Ladrón de cadáveres (1956)
- Las aventuras de Pito Pérez (1956)
- Rapto al sol (1956)
- Las manzanas de Dorotea (1956)
- Al compás del rock´n roll (1956)
- Mujer en condominio (1956)
- Desnúdate, Lucrecia (1957)
- El que con niños se acuesta (1957)
- Cada hijo una cruz (1957)
- La mafia del crimen (1957)
- Flor de canela (1957)
- Paso a la juventud (1957)
- Te vi en t.v. (1957)
- Rebelde sin casa (1957)
- Cuando se quiere se quiere (1958)
- El hombre que me gusta (1958)
- El cofre del pirata (1958)
- El hombre del alazán (1958)
- Mi mujer necesita marido (1958)
- Tres angelitos negros (1958)
- Acapulqueña (1958)
- El gran pillo (1958)
- No soy monedita de oro (1958)
- Poker de reinas (1958)
- Tres lecciones de amor (1958)
- Una estrella y dos estrellados (1959)
- Sobre el muerto las coronas (1959)
- Dos gallos en palenque (1959)
- La casa del terror (1959)
- El conquistador de la luna (1960)
- Vacaciones en Acapulco (1960)
- El medallón del crimen
- Aventuras de Joselito en América (1960)
- Ojos tapatíos (1960)
- Nuestros odiosos maridos (1960)
- Amorcito corazón (1960)
- El malvado Carabel (1960)
- Los secretos del sexo débil (1960)
- Mujeres engañadas (1960)
- El analfabeto (1960)
- Vestidas y alborotadas/
- Estoy casado ja! ja! (1961)
- Los amores de Marieta/
- Los fabulosos veinte (1963)
- Alias el rata/ El rata (1964)
- Águila con las hermanas (1964)
- Me cansé de rogarle (1964)
- La cigüeña distraída (1964)
- Qué hombre tan sin embargo (1967)
- El fabuloso vagabundo (1965)
- Los valses venían de Viena
- Y los niños de París (1965)
- Escuela para solteras (1965)
- El primer paso… de la mujer/
- Rosa la tequilera (1966)
- Veinticuatro horas de vida (1967)
- Un latin lover en Acapulco (1967)
- Dos gemelas estupendas (1967)
- Las tres magníficas (1968)
- La casa de las muchachas (1968)
- Misión cumplida (1968)
- Esta noche sí (1968)
- El médico módico (1969)
- Los juniors (1970)
- La pequeña señora de Pérez (1970)
- La corbata (1971)
- Qué familia tan cotorra (1971)
- Mi amorcito de Suecia (1972)
- El primer paso...de la mujer (1974)
- La madrecita (1974)
- El miedo no anda en burro (1976)